# Mouralia
Mouralia es un género de lepidópteros perteneciente a la familia Noctuidae. Consiste en solo una especie: Mouralia tinctoides. Se encuentra desde Florida al sudeste de Texas, Georgia, sur de California, las Antillas, y desde México a Brasil, norte de Argentina y Perú.
Tiene una envergadura de alas de unos 44 mm.
Las larvas se alimentan de Tradescantia fluminensis y Zebrina pendula.